# Ładysław Żelazowski
Ładysław Żelazowski ps. „Zygfryd”, „D-18”, „Wiąz”, „Sowa”, „Kiwi” (ur. 18 grudnia 1901 w Warszawie, zm. 5 października 1993 w Płocku) – porucznik Armii Krajowej, instruktor Związku Harcerstwa Polskiego w stopniu harcmistrza, działacz samorządowy i społeczny. 

## Życiorys
Urodził się 18 grudnia 1901 roku w Warszawie, syn Antoniego Ludwika Żelazowskiego – pułkownika, mgr. farmaceuty, szefa zaopatrzenia medycznego  i Józefy Pauliny z. d. Bilickiej. Był drugi z trójki rodzeństwa. Starsza siostra Irena – była łączniczką w Powstaniu Warszawskim. Młodszy brat Stefan był księgowym w Warszawie.
Ukończył szkołę powszechną, gimnazjum i Szkołę Nauk Społecznych ukończył w Warszawie. W 1918 roku jako gimnazjalista zgłosił się na ochotnika do wojska, został ranny w nogę podczas ofensywy pod Lwowem. W 1920 roku odbywał służbę wojskową w 201 Pułku Piechoty. W latach 1926–1927 przeszedł przeszkolenie w Szkole Podchorążych Rezerwy, którą ukończył w stopniu podporucznika. Do Płocka przybył w 1927 roku i podjął pracę jako nauczyciel wychowania fizycznego w gimnazjum im. Stanisława Małachowskiego. Od 1 września 1936 roku do wybuchu wojny był nauczycielem wychowania fizycznego i przysposobienia wojskowego w Gimnazjum i Liceum Ogólnokształcącym im. Władysława Jagiełły.
W 1930 roku zawarł związek małżeński z Janiną Leokadią Deczyńską, (córką Stanisława i Wandy Piwnickiej), urodzoną w 1903 roku w Łubkach, nauczycielką szkoły powszechnej, uczestniczką tajnego nauczania, opiekunką drużyny harcerskiej. Miał córki Hannę (ur. 1932), ukończyła liceum ogólnokształcące w Płocku, oraz Krystynę (ur. 1948), ukończyła Liceum im. Władysława Jagiełły w Płocku, syna Jerzego (ur. 1936, zawodowy wojskowy), ukończył zasadniczą szkołę zawodową, później wieczorowe liceum ogólnokształcące. Wszystkie jego dzieci w szkołach należały do harcerstwa.

## Działalność harcerska
W 1914 roku wstąpił do 1 Warszawskiej Drużyny Skautowej im. Romualda Traugutta. Od 1922 roku pełnił funkcję drużynowego 33 WDH im. H. Kołłątaja w Warszawie. W 1922 roku był też referentem Wydziału Prasy i Propagandy komendy Warszawskiej Chorągwi Męskiej. W 1923 roku został hufcowym 3. Hufca Harcerzy przygotowawczego (szkoły powszechne) w Warszawie. 1 kwietnia 1923 roku został mianowany rozkazem przodownikiem, natomiast 18 maja 1923 roku – podharcmistrzem (równoznaczny ze stopniem harcmistrza po zmianie systemu stopni instruktorskich). W latach 1923–1925 pełnił funkcję wizytatora warszawskich drużyn harcerzy. W latach 1928–1930 był kierownikiem Wydziału Programowego i Wydziału Wyszkolenia Harcerskiego komendy Płockiej Chorągwi Męskiej, a od 1 października 1927 roku był zastępcą komendanta Płockiej Chorągwi Męskiej, a następnie Płocko-Włocławskiej do czasu jej rozwiązania w 1931 roku w związku z nowym podziałem administracyjnym kraju. Był pionierem ruchu krótkofalarskiego w harcerstwie. W 1934 roku został kierownikiem Referatu Krótkofalarstwa przy Głównej Kwaterze  Harcerzy. W efekcie działań  Ładysława w Płocku powstał  pierwszy Harcerski Ośrodek Przysposobienia Wojskowego Radiowo-Telegraficznego. W dniu 29.04.1934 r. uruchomił pierwsza harcerską radiostację krótkofalową.Stacja ta miała znak SPWR 4 a ministerstwo Poczt i Telegrafów przyznało znak amatorski SP1GW później SP1IJ. Pierwszym operatorem stacji był Ładysław, który  otrzymał znak SP2RG. Radiostacja  klubowa z jej operatorem SP2RG brała udział w jubileuszowym Zlocie Harcerstwa w Spale.

## Działalność w konspiracji
W październiku 1939 roku powstał w Płocku Tajny Hufiec Harcerski, którego został komendantem. Jego zastępcą został hm. Jan Laszkiewicz pseud. „Sas”. Po nawiązaniu kontaktu z Komendą Okręgu Polskiej Organizacji Zbrojnej w grudniu 1941 r. wprowadził Hufiec w skład Okręgu POZ, zostając Szefem Oddziału II. W maju 1943 roku, uciekając przed aresztowaniem przez gestapo, przedostał się przez „zieloną granicę” do Warszawy i został powołany do Sztabu Podokręgu AK na tereny północno-zachodnie byłego województwa warszawskiego. Po wybuchu powstania warszawskiego walczył początkowo w ramach zgrupowania „Chrobry”, a następnie wykonywał odpowiedzialne zadania w kwatermistrzostwie Komendy Powstania. Po upadku powstania jako jeniec przebywał w różnych obozach na terenie Niemiec.

## Działalność powojenna
Od pierwszych dni po wyzwoleniu rozpoczął organizowanie harcerstwa wśród młodzieży i dzieci polskich wywiezionych do Niemiec. Na terenie brytyjskiej strefy okupacyjnej powstała Chorągiew o nazwie „Grunwald” (później „Kresowa”) z siedzibą w Lubece, której został pierwszym komendantem (1945-1946). W czerwcu 1946 roku wraz z wieloma harcerzami powrócił do kraju i został nauczycielem Liceum im. Władysława Jagiełły w Płocku. Od 1 września 1946 roku otrzymał płatny urlop celem pełnienia funkcji kierownika Wydziału WF Głównej Kwatery Harcerzy (1946-1948). W latach 1947–1948 pełnił także obowiązki przewodniczącego Komisji Dyscyplinarnej i był kierownikiem Wydziału WF i Zdrowia (1948) oraz Wydziału Kultury Fizycznej (1948-1949) Naczelnictwa ZHP. W 1947 roku wstąpił do PPS, a po zjednoczeniu partii został członkiem PZPR, pełniąc funkcję członka Egzekutywy POP przy Naczelnictwie ZHP. W Głównej Kwaterze pracował do stycznia 1950 roku. Następnie zawiesił działalność harcerską. Po powrocie do Płocka nie podjął już pracy nauczycielskiej. Jako były członek Armii Krajowej został usunięty z PZPR i nie mógł znaleźć pracy. Pracował potem jako księgowy. Dopiero po politycznej odwilży został rehabilitowany i ponownie przyjęty w szeregi PZPR. W latach 1956–1959 był członkiem Naczelnej Rady Harcerskiej. Jako emeryt pracował nadal społecznie w harcerstwie, ZBoWiD i Komitecie Osiedlowym. Był radnym Miejskiej Rady Narodowej w Płocku. Od 1965 do 1984 roku był członkiem Komisji Rewizyjnej Hufca Płock oraz w latach 1985-1993 członkiem i przewodniczącym Komisji Historycznej Hufca.
Zmarł 5 października 1993 roku w Płocku. Został pochowany z honorami harcerskimi na cmentarzu przy Al. Kobylińskiego w Płocku.

## Wyróżnienia i odznaki
- Krzyż Oficerski Orderu Odrodzeniu Polski (1976),
- Złoty Krzyż Zasługi (1971),
- Srebrny Krzyż Zasługi z mieczami (1943)
- Srebrny Krzyż Zasługi (1939),
- Medal Pamiątkowy za Wojnę 1918–1921,
- Medal Dziesięciolecia Odzyskanej Niepodległości (1928),
- Medal 3 Maja (1925),
- Medal „XV lecia Odzyskania Dostępu do Morza" (1938),
- Krzyż Partyzancki (1959),
- Warszawski Krzyż Powstańczy (1983),
- Medal za Warszawę 1939–1945 (1946),
- Medal Zwycięstwa i Wolności 1945 (1946),
- Odznaka Grunwaldzka (1946),
- Medal 30-lecia Polski Ludowej (1974),
- Medal 40-lecia Polski Ludowej (1984),
- Złote Odznaczenie im. Janka Krasickiego (1977),
- Honorowy Krzyż Harcerski z Czasów Walk o Niepodległość (1939),
- Złoty Krzyż „Za Zasługi dla ZHP”(1981),
- Srebrny Krzyż „Za Zasługi dla ZHP z Rozetą-Mieczami"(1981),
- Odznaka pamiątkowa Polskiej Organizacji Wojskowej (1939).

## Publikacje
- Olędzki W., Żelazowski Ł., Wychowanie fizyczne w obozach letnich, Warszawa 1932.

## Upamiętnienie
- Hufiec ZHP Płock im. Obrońców Płocka 1920r. wraz z Muzeum Mazowieckim, przygotowali wystawę czasową "Ładysław Tadeusz Żelazowski (1902 – 1993). Harcerz i społecznik". Wystawa była dostępna od 25 listopada 2022 roku do 15 stycznia 2023. Był to jeden z elementów obchodów  110. rocznicy powstania harcerstwa płockiego[9].
- 15 kwietnia 2023 roku, w trakcie apelu z okazji XIII Święta Hufca ZHP Płock, odsłonięty został skwer im. Ładysława Żelazowskiego. Imię nadane uchwałą nr 839/XLVIII/2022 Rady Miasta Płock z dnia 24 listopada 2022 r. W uroczystości wzięła rodzina hm. Żelazowskiego, Posłanka na Sejm RP Elżbieta Gapińska prezydent Płocka Andrzej Nowakowski, skarbniczka ZHP hm. Katarzyna Brzyska, władze hufca ZHP Płock, harcerze i zuchy[10].